# Handball-Bayernliga 1975/76
Die Saison 1975/76 der Handball-Bayernliga war die achtzehnte Spielzeit der höchsten bayerischen Handballliga, die unter dem Dach des „Bayerischen Handballverbandes“ (BHV) organisiert wurde und als dritthöchste Spielklasse im deutschen Ligensystem eingestuft war.

## Saisonverlauf

Bereich des „Bayer. Handballverbandes“ (BHV)

Meister wurde die TG 1848 Würzburg, die sich auch bei den Aufstiegsspielen durchsetzen konnte. Die Vizemeisterschaft ging an den TuSpo Nürnberg. Die Absteiger waren der TSV 1860 Ansbach und TSV Schongau 1863.

### Teilnehmer
An der Bayernliga 1975/76 nahmen 10 Mannschaften teil. Neu in der Liga waren die Absteiger aus der Regionalliga Süd mit dem TSV Allach 09 sowie TSV 1860 Ansbach und die Aufsteiger aus der untergeordneten Landesverbandsliga des FC Bayern München und VfL Bad Neustadt. Nicht mehr dabei waren der Aufsteiger Post SV Regensburg und die Absteiger TV 1861 Bruck, TSV München-Ost, ASV Rothenburg aus der Vorsaison.

### Modus
Es wurde eine Hin- und Rückrunde gespielt. Platz eins war der Bayerische Meister mit Teilnahmerecht an den Aufstiegsspielen zur Regionalliga Süd 1976/77. die Plätze neun und zehn mussten als Absteiger den Weg in die untergeordnete Landesverbandsliga antreten.

### Abschlusstabelle
|     | Mannschaft            | Spiele | Punkte |
| --- | --------------------- | ------ | ------ |
| 1.  | TG 1848 Würzburg      | 18     | 26:10  |
| 2.  | TuSpo Nürnberg        | 18     | 25:11  |
| 3.  | Regensburger TS       | 13     | 25:11  |
| 4.  | TB 1888 Erlangen      | 18     | 23:13  |
| 5.  | TSV Allach 09 (A)     | 18     | 18:18  |
| 6.  | VfL Bad Neustadt (N)  | 18     | 17:19  |
| 7.  | FC Bayern München (N) | 18     | 17:19  |
| 8.  | TSV 1861 Zirndorf     | 18     | 14:22  |
| 9.  | TSV 1860 Ansbach (A)  | 18     | 8:28   |
| 10. | TSV Schongau 1863     | 18     | 7:29   |

(A) = Absteiger aus der Regionalliga (N) = Neu in der Liga (Aufsteiger) 

 Meister, Aufstiegsspiele zur RL-Süd 1976/77
 „Für die Bayernliga 1976/77 qualifiziert“
 „Absteiger“

### Aufstiegsspiele zur Regionalliga Süd 1976/77
| Platz | Mannschaft          | Tore  | Punkte | Landesverband |
| ----- | ------------------- | ----- | ------ | ------------- |
| 1.    | TG 1848 Würzburg    | 50:45 | 4:2    | Bayern        |
| 2.    | TV Meißenheim       | 38:34 | 4:2    | Südbaden      |
| 3.    | SG Walldorf-Astoria | 37:39 | 4:2    | Baden         |
| 4.    | TSG Esslingen       | 38:45 | 0:6    | Württemberg   |

 Aufsteiger zur Handball-Regionalliga Süd 1976/77

## Handball-Bayernliga (Frauen) 1975/76
- Bayerischer Meister ESV Traunstein
- Regionalliga-Aufsteiger ESV Traunstein